# 関野義秀
関野 義秀（せきの よしひで、1990年1月4日 - ）は、日本の男子フィンスイミング選手。
AQUA FinD 所属。
400mサーフィス、800mサーフィス、4×200mサーフィスリレーおよび短水路800mサーフィスの日本記録保持者。
身長172cm、体重71kg。山羊座。血液型AB型。

## 略歴
神奈川県平塚市出身。平塚市立なでしこ小学校、平塚市立浜岳中学校、神奈川県立秦野高等学校を経て、東京YMCA社会体育・保育専門学校スイミングスポーツ科スイミングコースを卒業。その後、鹿屋体育大学に第3年次編入学。卒業後は同大学院修士課程を修了。
2歳から神奈中スイミングスクールにて水泳を始め、小学1年時から選手育成コースに入る。競泳時代はずっと神奈中スイミングスクールにて過ごし、高校2年時にはリレーにて春季・夏季ジュニアオリンピックに出場したものの、高校3年に引退するまで秀でた結果はなかった。
フィンスイミングは高校3年だった2007年4月に、当時の競泳のコーチから勧められ取り組む。ひと月後、5月の日本選手権400mビーフィンにて当時の日本新記録を樹立して優勝したことから、アジア選手権に派遣される（ユース日本代表）。同年、アジア選手権（香港）では200mビーフィンで当時のアジア新記録を樹立して優勝。
2008年よりモノフィン競技に挑戦し、中距離種目を中心に大会に出場。2010年5月から所属チームを神奈中スイミングスクールからNAIA Finswimming Teamに変更。同年の日本選手権400mサーフィスにて優勝し、初めて正代表として日本代表入りを果たす。同年11月のアジア選手権（高雄・台湾）では4×200mサーフィスリレーにて日本新記録を8年ぶりに更新。
翌年7,8月にかけて行われた世界選手権（ホードメゼーヴァーシャールヘイ・ハンガリー）、翌々年11月に行われたアジア選手権(ダナン・ベトナム)でも、4×200mサーフィスリレーの日本新記録をさらに更新。
また、2012年3月に行われた関東オープン大会(短水路)にて800mサーフィスの日本記録を樹立。同10月の学生選手権にて400mサーフィスの日本記録を樹立。
2013年5月に行われた日本選手権にて柿添武文(Delfino)にこの記録を塗り替えられるも、同年9月に行われたワールドカップゴールデンファイナル(ジュネーヴ・スイス)にて日本記録を奪還した。
2014年5月に行われた日本選手権大会では、200mサーフィス・400mサーフィスともに日本記録で優勝し、本大会の男子最優秀選手賞に選考され、2014年度の日本代表選手として選考された。アジア選手権(プーケット・タイ)では、4×100mリレー、4×200mリレーの日本新記録を樹立した。
2015年1月に行われた関東オープン大会では、16年間破られていなかった堀内直の記録を更新し、自身初の短水路200mサーフィスの日本記録を樹立した。同5月に行われた日本選手権大会では200mサーフィス・400mサーフィス・800mサーフィスにて日本記録を樹立。前年に引き続き2年連続で男子最優秀選手賞に選考された。また、世界選手権、アジア選手権に日本選手団男子キャプテンとして出場し、4×100mリレー、4×200mリレーでは、日本新記録を更新した。
2016年5月に行われた日本選手権大会では、400mサーフィス・800mサーフィスにて優勝、200mサーフィスで準優勝し、日本代表選手として選考された。
また、TBS番組「炎の体育会TV」体育会水泳部のフィンスイミングメインコーチを務め、オードリー春日・じゅんいちダビッドソン・魔裟斗の指導を行い、体育会水泳部のマスターズ日本代表選出に貢献。

## 主な戦績

### 2007年
- 第19回フィンスイミング日本選手権大会 横浜国際プール

400m　ビーフィン　 3'47"60 　 優勝 　日本新記録樹立
100m　ビーフィン　 47"  　  2位　
- 第10回フィンスイミングアジア選手権大会　香港

200m　ビーフィン　 1'48"55　　優勝 　アジア新記録樹立　
100m　ビーフィン 　50"07　　　2位

### 2008年
- 第20回フィンスイミング日本選手権大会 横浜国際プール

200m　CMASビーフィン　　3位
100m　CMASビーフィン　　3位
　50m　CMASビーフィン　　3位
- フィンスイミングワールドカップ第6ラウンド　モスクワ大会

200m　ビーフィン 　1'49"61　　　5位
100m　ビーフィン 　49"90　　　6位
　50m　ビーフィン 　22"57　　　5位

### 2009年
- 第21回フィンスイミング日本選手権大会 横浜国際プール

200m　CMASビーフィン　　1'47"79　　3位
400m　サーフィス　　　　　　3'36"24　　4位

### 2010年
- 第22回フィンスイミング日本選手権大会 横浜国際プール

400m　サーフィス　　　　　　3'25"27　　　優勝  大会新記録 　
200m　CMASビーフィン　　1'48"59　　　3位
- 第12回フィンスイミングアジア選手権大会　高雄（台湾）

4×200m　リレー　　　6'14"46　　　6位　日本新記録　　
200m　サーフィス　1'33"35　　　　7位
400m　サーフィス　3'24"66　　　　8位

### 2011年
- 第23回フィンスイミング日本選手権大会 横浜国際プール

400m　サーフィス　 3'21"86　　　2位  日本新記録 　
200m　サーフィス　 1'31"54　　　2位　
100m　サーフィス　 40"84　　　　3位
- 第16回フィンスイミング世界選手権　ホードメゼーヴァーシャールヘイ（ハンガリー）

4×200m　リレー　　  6'11"00　　　10位　日本新記録
100m　サーフィス　　   41"45　　　32位
400m　サーフィス　 3'23"15　　　24位　

### 2012年
- 第8回フィンスイミング関東オープン大会(短水路) 千葉県国際総合水泳場

800m　サーフィス　 7'05"67　　　優勝  日本新記録 　
400m　サーフィス　 3'27"32　　　優勝　大会新記録
200m　サーフィス　 1'30"98　　　優勝　大会新記録
- 第24回フィンスイミング日本選手権大会 横浜国際プール

800m　サーフィス　 7'12"66　　　優勝
400m　サーフィス　 3'23"89　　　優勝 　
200m　サーフィス　 1'31"94　　　2位　
- 第9回フィンスイミング日本学生選手権大会 さがみはらグリーンプール

400m　サーフィス　 3'20"82　　　優勝　日本新記録
- 第13回フィンスイミングアジア選手権大会 ベトナム・ダナン

4×200m　リレー 　 6'10"51　　　4位　日本新記録
800m　サーフィス　 7'10"64　　　7位  　
400m　サーフィス　 3'21"99　　　9位

### 2013年
- 第9回フィンスイミング関東オープン大会(短水路) 千葉県国際総合水泳場

400m　サーフィス　 3'24"35　　　優勝　大会新記録
200m　サーフィス　 1'30"75　　　優勝　大会新記録
- 第25回フィンスイミング日本選手権大会 横浜国際プール

400m　サーフィス　 3'22"58　　　3位 　
- CMASワールドカップ2013ゴールデンファイナル スイス・ジュネーヴ

800m　サーフィス　 7'11"16　　　10位  　
400m　サーフィス　 3'19"87　　　10位　日本新記録
200m　サーフィス　 1'31"19　　　17位　

### 2014年
- 第26回フィンスイミング日本選手権大会 横浜国際プール

400m　サーフィス　 3'14"01　　　優勝  日本新記録 　
200m　サーフィス　 1'29"35　　　優勝  日本新記録
100m　サーフィス　 39"75　　　　4位
50m　 サーフィス　 18"04　　　　4位
- 第14回フィンスイミングアジア選手権大会 タイ・プーケット

4×100m　リレー 　 2'32"48　　　4位　日本新記録
4×200m　リレー 　 6'04"74　　　4位　日本新記録
400m　サーフィス　 3'20"41　　　8位  　
200m　サーフィス　 1'31"70　　　8位

### 2015年
- 第11回フィンスイミング関東オープン大会(短水路) 千葉県国際総合水泳場

200m　サーフィス　 1'28"62　　　優勝　日本新記録
100m　サーフィス　 39"07　　　優勝
- 第27回フィンスイミング日本選手権大会 横浜国際プール

800m　サーフィス　 6'51"99　　　優勝  日本新記録 　
400m　サーフィス　 3'13"07　　　優勝  日本新記録 　
200m　サーフィス　 1'28"48（リレー1泳）日本新記録
100m　サーフィス　 38"46　　　　3位
- 第15回フィンスイミングアジア選手権大会 台湾・台北

400m　サーフィス　 3'15"80　　　5位  　
800m　サーフィス　 6'58"62　　　4位
4×100m　リレー 　 2'31"85　　　4位　日本新記録
4×200m　リレー 　 5'58"01　　　4位　日本新記録
200m　サーフィス　 1'28"06（リレー1泳）日本新記録

### 2016年
- 第28回フィンスイミング日本選手権大会 横浜国際プール

800m　サーフィス　 7'02"79　　　優勝
400m　サーフィス　 3'14"39　　　優勝 　
200m　サーフィス　 1'27"59　　　2位　日本新記録
4×200m　リレー 　 5'59"37　　　優勝　大会新記録
200m　サーフィス　 1'27"16（リレー1泳）日本新記録
4×100m　リレー 　 2'36"75　　　優勝　大会新記録

## 自己ベスト
| 水路   | 種目       | 距離 | 記録      | 樹立日         | 大会名                                 | 会場                 | 備考       |
| ------ | ---------- | ---- | --------- | -------------- | -------------------------------------- | -------------------- | ---------- |
| 長水路 | サーフィス | 100m | 38秒46    | 2015年5月10日  | 第27回フィンスイミング日本選手権       | 横浜国際プール       |            |
|        |            | 200m | 1分27秒16 | 2016年5月4日   | 第28回フィンスイミング日本選手権       | 横浜国際プール       |            |
|        |            | 400m | 3分13秒07 | 2015年5月10日  | 第27回フィンスイミング日本選手権       | 横浜国際プール       | 日本記録   |
|        |            | 800m | 6分51秒99 | 2015年5月10日  | 第27回フィンスイミング日本選手権       | 横浜国際プール       | 日本記録   |
|        | ビーフィン | 400m | 3分47秒60 | 2007年5月4日   | 第19回フィンスイミング日本選手権       | 横浜国際プール       | ユース記録 |
| 短水路 | サーフィス | 100m | 38秒89    | 2014年3月8日   | 第10回フィンスイミング関東オープン     | 千葉県国際総合水泳場 |            |
|        |            | 200m | 1分28秒62 | 2015年1月31日  | 第11回フィンスイミング関東オープン     | 千葉県国際総合水泳場 | 日本記録   |
|        |            | 400m | 3分17秒55 | 2014年11月23日 | 第23回フィンスイミング短水路日本選手権 | 千葉県国際総合水泳場 |            |
|        |            | 800m | 7分02秒74 | 2016年1月30日  | 第12回フィンスイミング関東オープン大会 | 千葉県国際総合水泳場 |            |

## 受賞歴等
- 第27回フィンスイミング日本選手権大会男子最優秀選手賞(2015年)
- 第26回フィンスイミング日本選手権大会男子最優秀選手賞(2014年)
- 平成19年度最優秀ユース選手賞
- 広畑賞（神奈川県立秦野高等学校　平成20年）
- 2008・2009年度クラブ活動優秀賞（東京YMCA社会体育・保育専門学校）
- 平成23年度横浜スポーツ表彰　スポーツ奨励賞(優秀選手)：横浜市体育協会

## その他
- KTS"ナマ・イキVOICE"の七夕企画「ひこ星に会いたい2012」で、ひこ星の1人として選出された。(2012/7/7放送)